# إليس بلامر
إليس بلامر (بالإنجليزية: Ellis Plummer)‏ (2 سبتمبر 1994 في المملكة المتحدة - ) هو لاعب كرة قدم بريطاني في مركز الدفاع. شارك مع منتخب إنجلترا تحت 16 سنة لكرة القدم ومنتخب إنجلترا تحت 17 سنة لكرة القدم. أما مع النوادي، فقد لعب مع أولدهام أثلتيك ومانشستر سيتي ونادي سانت ميرين.

## وصلات خارجية
- إليس بلامر على موقع قاعدة بيانات كرة القدم.إي يو (الإنجليزية)
- إليس بلامر على موقع Soccerbase.com (لاعب) (الإنجليزية)
- إليس بلامر على موقع Soccerway.com (الإنجليزية)
- إليس بلامر على موقع عالم كرة القدم.نت (الإنجليزية)
- إليس بلامر على موقع AS.com (الإسبانية)